# 湛若水
湛若水（1466年11月20日—1560年5月16日），初名露，字民泽，避祖讳更名为雨，后又更名為若水。字元明，號甘泉，學者称甘泉先生，晚号默翁，廣東增城人，祖籍江浙莆田（今福建），明朝理学家。進士出身。

## 生平
生於成化二年十月十三日（1466年11月20日）。弘治五年（1492年）中廣東乡试举人，弘治十八年（1505年）登乙丑科进士，選翰林院庶吉士，擢編修。當時王守仁在吏部講學，湛若水、呂柟與其相唱和。不久，奉命出使安南。正德年間，母親逝世，丁內艱歸鄉，為其守墓三年。守喪結束後卜居西樵山講學，來此求學的書生，湛若水會先要求其學習禮儀，而後才能入席聽講，興起者甚眾。嘉靖初年入朝，陞翰林院侍讀，不久陞南京國子監祭酒、禮部侍郎，官至南京礼、吏、兵三部尚书，後致仕歸鄉。嘉靖三十九年四月廿二日（1560年5月16日）逝世于番禺的禺山精舍，享耆壽九十四歲，后归葬故乡增城天蚕岭。追赠太子少保，谥文简。

## 學派
湛若水师从陳獻章，是嶺南學派的主要領導人，曾在南嶽衡山紫雲峰下衡岳寺廢址上築樓建宇，名為甘泉精舍，並在此講學，後人又稱之為甘泉書院。“天下靡然從之，號陽明之派曰浙宗，甘泉之派曰廣宗，而王陽明早逝，甘泉獨以高壽作人，學者慕風而至，得以及門為慶倖。”

## 著作
著有《甘泉先生兩都風詠》、《甘泉湛子古詩選》、《樵風》、《湛甘泉先生文集》、《聖學格物通》、《三礼经传测》、《春秋正传》、《楊子折衷》、《古文小學》等。

## 家族
曾祖湛汪。祖父湛江。父湛瑛，母陳氏。慈侍下。兄祯祥、孟新、昇、仲良、釗裕、子成、祖冕。弟公成、欽。

## 延伸阅读
[在维基数据编辑]
 在维基文库阅读此作者作品（ 在维基共享资源阅览影像）
 《國朝獻徵錄·卷之四十二》，出自焦竑《國朝獻徵錄》
 《明史卷二百八十三》，出自《明史》

## 外部連結
- 广东历史文化名人：湛若水
- 鍾彩鈞：〈湛甘泉哲學思想研究 （页面存档备份，存于）〉。
- 朱鴻林：〈明儒湛若水撰帝學用書《聖學格物通》的政治背景與內容特色〉 （页面存档备份，存于）〉。